# Smaïl Hamdani
Smail Hamdani (en arabe : إسماعيل حمداني), né le 11 mars 1930 à Bordj Bou Arreridj en Algérie et mort le 7 février 2017 à Djasr Kasentina, est un homme d'État algérien, chef du gouvernement du 15 décembre 1998 au 23 décembre 1999.

## Biographie
Smail Hamdani nait le 11 mars 1930 à Bordj Bou Arreridj . 
Il a fait des études de droit à la Faculté d'Alger et à l'Université d'Aix-en-Provence.
Militant nationaliste, il intègre pendant la guerre d'indépendance le ministère de l'Armement et des liaisons générales (MALG). Il est ensuite nommé chef de cabinet de l'Exécutif provisoire mis en place par les accords d'Évian.
Après l'indépendance, il occupe plusieurs fonctions diplomatiques. Il a été ambassadeur d'Algérie en France entre 1989 et 1992.
Le 27 décembre 1997, il est nommé sénateur au titre tiers présidentiel.
Smaïl Hamdani a été chef du gouvernement successivement de Liamine Zéroual puis d'Abdelaziz Bouteflika, du 15 décembre 1998 au 23 décembre 1999.

### Mort
Smaïl Hamdani est mort le 7 février 2017 à l'Hôpital militaire Mohamed Seghir Nekkache (Ain Naâdja) à Djasr Kasentina.

## Fonctions
- 1962-1963 : Conseiller juridique du ministre de l'information.
- 1963-1964 : Conseiller des affaires étrangères.
- 1964-1970 : Directeur des affaires juridiques et consulaires du ministère des Affaires étrangères.
- 1970[4]-1977[5] : Secrétaire général adjoint à la présidence du conseil.
- 1977-1979 : Secrétaire général du gouvernement.
- 1979-1980 : Secrétaire général du gouvernement, ayant le grade de ministre.
- 1980-1983 : Conseiller à la Présidence de la République.
- 1983-1984 : Ambassadeur auprès de la Suède, et auprès du Danemark, de la Norvège et de la Finlande avec résidence à Stockholm.
- 1984-1985 : Ambassadeur plénipotentiaire auprès de l'Espagne.
- 1985-1989 : Secrétaire général du ministère des Affaires étrangères.
- 1989-1992 : Ambassadeur auprès de la France.
- 1997-1998 : Membre du Conseil de la Nation.
- 1998-1999 : Premier ministre.